# Harry Crompvoets
Harry Crompvoets (Venlo, 14 oktober 1940) is een Nederlandse voormalig profvoetballer die tussen 1959 en 1967 onder contract stond bij VVV.

## Loopbaan
Crompvoets gold als een talentvolle verdediger en werd regelmatig opgeroepen speelde voor Nederlandse jeugdelftallen. In 1959 werd hij geselecteerd voor het Nederlands elftal onder 19 jaar dat in Bulgarije deelnam EK onder 19 jaar.
Bij VVV maakte de rechtsback zijn competitiedebuut op 10 december 1961, tijdens een uitwedstrijd bij Feyenoord (3-0 verlies) met Coen Moulijn als directe tegenstander. Na de degradatie uit de eredivisie in 1962 kreeg Crompvoets meer speeltijd. Een echte doorbraak bleef echter uit. In 1967 verliet hij VVV voor de amateurs van Venlosche Boys.

## Statistieken
| Seizoen         | Club            | Competitie      | Competitie | Competitie | Beker | Beker | Intertoto | Intertoto | Totaal | Totaal |
| Seizoen         | Club            | Competitie      | Wed.       | Dlp.       | Wed.  | Dlp.  | Wed.      | Dlp.      | Wed.   | Dlp.   |
| --------------- | --------------- | --------------- | ---------- | ---------- | ----- | ----- | --------- | --------- | ------ | ------ |
| 1959/60         | VVV             | Eredivisie      | 0          | 0          | —     | —     | —         | —         | 0      | 0      |
| 1960/61         | VVV             | Eredivisie      | 0          | 0          | 0     | 0     | —         | —         | 0      | 0      |
| 1961/62         | VVV             | Eredivisie      | 1          | 0          | 0     | 0     | 0         | 0         | 1      | 0      |
| 1962/63         | VVV             | Eerste divisie  | 25         | 0          | 3     | 0     | —         | —         | 28     | 0      |
| 1963/64         | VVV             | Eerste divisie  | 5          | 0          | 2     | 0     | —         | —         | 7      | 0      |
| 1964/65         | VVV             | Eerste divisie  | 1          | 0          | 1     | 0     | —         | —         | 2      | 0      |
| 1965/66         | VVV             | Eerste divisie  | 20         | 0          | 0     | 0     | —         | —         | 20     | 0      |
| 1966/67         | FC VVV          | Tweede divisie  | 0          | 0          | —     | —     | —         | —         | 0      | 0      |
| Carrière totaal | Carrière totaal | Carrière totaal | 52         | 0          | 6     | 0     | 0         | 0         | 58     | 0      |

## Trivia
Harry Crompvoets moet niet worden verward met zijn gelijknamige neef Hay Crompvoets, een zanger van carnavalsliedjes in het Venloos dialect.